# 과학문화융합포럼
과학문화융합포럼(SciArt)은 과학기술과 인문사회ㆍ문화ㆍ예술 등 다양한 분야들이 활발한 만남의 기회를 갖고 서로의 경험을 공유하면서 소통을 원활히 하며 융합과 접목을 촉진하기 위한 정책 제안 등을 통해 궁극적으로는 국가와 사회에 기여하는 새로운 차원의 과학기술문화 운동의 구심점을 이루고 과학기술중심사회의 구현에 이바지하기 위하여 2009년 4월 9일 설립허가된 사단법인이다. 사무실은 서울특별시 서대문구 신촌동 134 연세대학교 공학원 347호에 있다.